# Escudo (Archie Comics)
Escudo (The Shield em inglês) é um nome compartilhado por diversos super-heróis patrióticos da MLJ (Archie Comics). Foi criado por Harry Shorten e Irv Novick, apareceu pela primeira vez em Pep Comics #1 (Janeiro de 1940). O Escudo foi o primeiro super-herói de quadrinhos com o uniforme baseado na bandeira dos Estados Unidos, estreando catorze meses antes do Capitão América. Publicado pela editora MLJ Comics (hoje Archie), o Escudo tinha a data de janeiro de 1940 (mas provavelmente chegou nas bancas americanas ainda no final de 1939). Na verdade, existia uma certa concorrência entre as duas figuras, a ponto da MLJ, a certa altura, implicar judicialmente com o escudo do rival da Marvel Comics.
O Escudo tinha como parceiro Bob, o Garoto Detetive que, de tão popular, chegou a ganhar sua própria série, "Dusty and Roy".
Recentemente a DC Comics trouxe os personagens da MLJ ao seu universo de super-heróis, e suas primeiras aparições foram escritas por J. Michael Straczynski.

## Publicação
Criado por Harry Shorten e Irv Novick, em 1940, a primeira aparição do personagem ocorreu na revista Pep Comics #1, da MLJ Comics. No final dos anos 1930, a América estava sob o patriotismo americano, e O Escudo foi o primeiro herói patriótico. Ele logo foi seguido por três outros personagens patriotas de quadrinhos: Minute-Man (Fevereiro de 1941), Capitão América (Março de 1941), e Capitão Batalha (Maio de 1941).

## História do personagem

### Joe Higgins
A origem do personagem foi em Shield-Wizard Comics #1 (Verão de 1940). Ele é realmente o químico Joe Higgins, filho do tenente Tom Higgins, que foi morto pelo sabotador alemão, Hans Fritz na Explosão Black Tom, pelo qual Tom foi culpado, enquanto trabalhava em uma fórmula química para super-força que os nazistas estavam atrás. Depois de sua morte, o filho de Joe continuou trabalhando nela enquanto continua seus estudos de química. Joe finalmente descobri a solução, o que significava que a aplicação dos produtos químicos em certas partes de sua anatomia: Sacrum, Coração, Inervação, Olhos, Pulmões, Derma, e usando raios x para dar-lhe super-força, sendo capaz de dar grandes saltos, e invulnerabilidade. As iniciais também lhe deram o seu nome. Seu traje branco torna as cores familiares no âmbito do processo. Ele se tornou um agente do FBI (cuja identidade secreta é conhecida apenas pelo chefe do FBI J. Edgar Hoover) depois de limpar o nome de seu pai, e mandou agentes estrangeiros e outras ameaças para a América.
Depois de uma parceria com o colega G-Man, Ju-Ju Watson e namorada, Betty, que mais tarde seria acompanhado por um parceiro garoto, Simmons Dusty, em Pep #11 em 1941. Seu pai havia sido morto por agentes estrangeiros, e este é adotado por Joe e dado um traje. Ambos os heróis usavam seus trajes patrióticos sob suas roupas de rua e mudavam sempre que a necessidade surgisse. Dusty seria também parceiro com o pequeno ajudante de The Wizard, Roy, como os "Boy Buddies". Em Pep #20, ele é conhecido como O único Escudo no início da história e O Escudo original no final da história por causa do sucesso do Capitão América, outro super-herói patriótico da década de 1940. Em sua primeira aparição, o Capitão América teve um escudo semelhante na parte principal do traje do Escudo, mas foi mudado para um escudo redondo para a segunda versão sobre acusações de plágio.
Escudo e Dusty foram destaque no primeiro enredo crossover em quadrinhos americanos. O enredo teve a equipe com o Wizard (o personagem principal da Top-Notch Comics) para parar a invasão orquestrada por Moskovia (um país fictício composto de elementos da Alemanha nazista e União Soviética).
Escudo foi o personagem mais popular da MLJ. O herói brilhou em Pep, e vários outros títulos: Shield-Wizard, Top-Notch Comics. Mas, então, um novo personagem que iria ofuscar-lhe: Archie Andrews. Ele tomaria o lugar do Escudo na Pep, tomar o seu fã-clube, e causar o fim dos super-heróis da MLJ.

### Lancelot Strong
Em junho de 1959, um novo Escudo foi publicado pela Archie que não tinha conexão com a versão anterior.
Joe Simon e Jack Kirby tinham sido contratados pela Archie para criar personagens para uma nova linha de super-heróis "Archie Adventure Series". Eles criaram um novo Escudo, cuja verdadeira identidade era Lancelot Strong, que estreou em um novo título, The Double Life of Private Strong. A maioria dos colecionadores se referem a esse Escudo como "Lancelot Strong" para diferenciá-lo do anterior.
O pai cientista de Lancelot desenvolveu um método para criar um super-humano, expandindo a mente, que este usou em seu filho recém-nascido. Depois que seu pai foi morto por agentes estrangeiros, Lancelot foi adotado por um casal de agricultores e criado como seu filho. Quando atingiu sua adolescência, ele descobriu a verdade de seu passado e de seus poderes: força, vôo, invulnerabilidade, poderes de visão, a capacidade de gerar um relâmpago, e um pouco mais. Seu pai havia criado um traje patriótico para ele, e começou como o novo super-herói, o Escudo. Ele logo se juntou ao Exército, agindo como um estilo caipira Gomer Pyle, enquanto levava uma vida dupla como o Escudo (daí o título de sua história em quadrinhos). DC gritou 'falta', afirmando que este novo Escudo era muito semelhante ao Superman, então depois de duas edições, a sua revista terminou.
Em 1999, Joe Simon e a propriedade de Kirby recuperaram os direitos sobre o personagem terminando suas ações de direitos autorais. 

### Bill Higgins
Quando a Archie renovou seus super-heróis em sua linha "Radio Comics"/"Mighty Comics", um novo Escudo também estreou (já que eles provavelmente acharam que não poderia usar o novo (Escudo Lancelot Strong). Este foi revelado como o filho do Escudo original.
O novo Escudo é Bill Higgins, filho do Escudo original. Ele apareceria no novo Fly-Man #31, e se torna um dos principais fundadores do Mighty Crusaders. Ele revelou que seu pai foi transformado em pedra pelo vilão, The Eraser, e Bill estava continuando o trabalho de seu pai. Os "poderes" de Bill são, super-força e invulnerabilidade limitada, foram derivados de seu traje. Ele apareceria até o final da corrida Radio/Mighty Comics.

### Michael Barnes
Quando Legend of the Shield foi reformada, o tenente Michael Barnes tornou-se o novo Escudo. Embora seu antecessor estivesse implícito a ser único, Barnes era um pai casado com uma filha pequena. Barnes continuou como o personagem principal até o cancelamento da série em 1992 e também apareceu como o Escudo na minissérie de seis edições The Crucible, que se destinava a reinventar a linha da Impact Comics, mas serviu apenas como final, por várias razões, principalmente por baixas vendas. Michael Barnes teria sido a estrela do título The American Shield se a Impact Comics tivesse publicação contínua.

### Relançamento na DC Comics
Escudo recentemente se uniu ao Arqueiro Verde e a Canário Negro realizando controle de multidões. Primeiro aparecendo como um personagem secundário em The Web, outro herói anterior da MLJ, o novo Escudo é o Tenente Joseph Higgins, estacionado no Afeganistão, de onde este tenta entrar em contato com o The Web para encontrar seu pai desaparecido. No mesmo dia, no entanto a sua tripulação é vítima de terroristas do Taliban, e Higgins está gravemente ferido. Para salvar sua vida, este concorda em ser submetido a experimentos secretos do governo, após o que uma avançada roupa de batalha nanotecnológica é mesclada à sua epiderme queimada. A ação aparece em seu corpo à vontade e lhe concede a mesma matriz de poderes da encarnação anterior, como força sobre-humana, vôo limitado e avançadas capacidades sensoriais. Devido aos ferimentos graves, a única desvantagem importante é que se alguma vez tentar remover o traje de guerra permanente, suas funções corporais podem fechar. Ainda lutando como o novo herói patriótico, é novamente contactado por The Web, aceita o seu pedido de ajuda. Escudo também apareceu na minissérie The Mighty Crusaders, publicada pela DC Comics em 2010.

### Victoria Adams
Em 2015, a Archie Comics rebatizou a linha da Red Circle Comics com o novo título Dark Circle Comics. A nova versão do Escudo estreou com o título próprio The Shield em abril de 2015.
Victoria Adams é a primeira versão feminina do Escudo e tem lutado pelo que é certo desde os primórdios da República. Depois de não ser vista por mais de uma geração, ela reaparece sem suas memórias, como a sua própria identidade, para ajudar seu país a enfrentar os seus dias mais sombrios.